# Autorretrato (Columbano Bordalo Pinheiro)
Autorretrato é um óleo sobre tela inacabado de cerca de 1929 da autoria do pintor português Columbano Bordalo Pinheiro. Mede 92 cm de altura e 69 cm de largura.
A pintura pertence ao Museu do Chiado de Lisboa.